# ハミ郡王家
ハミ郡王家とは、かつて東トルキスタンのクムル（ハミ）を統治していた地方政権である。1697年から1930年までの間、清と中華民国の制度下でハミを統治し、（モンゴルに設置された）旗に相当する機能があった。

## 歴史
15世紀初頭のハミには明の支配下にある衛が設置され（en）、忠順王の称号を与えられたチャガタイ家のチュベイの子孫が支配していた。1513年にモグーリスタン・ハン国のマンスール・ハンがハミを占領し、1529年に明はハミの奪回を諦め、マンスールに通貢を認めた。
清・ジュンガル戦争の中で1679年にハミはジュンガルに服属し、ガルダン・ハーン、ツェワンラブタンの支配を受けた。ジュンガルの軍隊はハミで食料を略奪し、ハミの支配者のウバイドゥッラーはジュンガルの攻撃に備えて清と連携を取るようになった。1697年にウバイドゥッラーは清に服属し、旗の長に相当するジャサク（札薩克）の地位が与えられた。1715年にハミはジュンガルの攻撃を受け，清に支援を求めた。
1860年代のドンガン人の蜂起ではハミの郡王は清朝につき、同じムスリムを攻撃するハミの郡王は反乱勢力から非難された。1867年に反乱軍に捕らえられた郡王博錫爾は処刑され、彼の子のムハンマドも一時的に捕虜となった。1864年に親王の位を与えられるなど清から厚遇を受けるが、ハミ周辺は反乱の鎮圧に参加する左宗棠、劉錦棠の軍の兵站基地となり、より多くの清の商人、官人、軍人がハミを訪れるようになった。
1884年に東トルキスタンに新疆省が設置された後も、ハミの郡王家は存続する。1881年にムハンマドが子を残さず没したため、養子のマクスド・シャーが地位を継承した。ムハンマドとマクスド・シャーは領民に重税と労役を課したため、1907年と1912年の2度にわたって反乱が起こった。19世紀末から20世紀初頭に東トルキスタンに入境した外国の探検家はハミを訪れ、ドイツのル・コック、ロシア帝国の軍人マンネルヘイム、大谷探検隊の渡辺哲信、吉川小一郎らがマクスド・シャーと面会した。1907年にハミを訪れた日本の軍人日野強とマンネルヘイムの記録によって、当時のハミ城内の様子、直近に起きた反乱についての伝聞を知ることができる。
1912年に中華民国が成立するが、郡王家はハミの支配権を保持し続けた。1930年にマクスド・シャーが没すると、新疆省の主席金樹仁は郡王家を廃止し、中央政府の支配に組み込もうとした（改土帰流）。金樹仁の政策はハミ蜂起を引き起こし、郡王家の顧問であったユルバース・カーンはマクスド・シャーの子である聶滋爾の復位を図った。

## 制度
ハミの郡王家はウイグルの政権とされるが、初代の王であるウバイドゥッラーの出自は明らかではなく、モグーリスタン・ハン国の王統との関連は疑問視されている。『辛卯侍行記』の著者である陶保廉はウバイドゥッラーはモンゴル人や回人ではなくウイグルであると述べ、彼の父がハミの郡王に出自を訪ねた時に祖先がヤルカンドから移住した話は聞いていないという回答を受け取ったことを注に記している。
1727年に清によってハミの城の北東に新しい城砦が建設され、従来のハミは「旧城」「回城」、清が建設した城は「新城」と呼ばれるようになった。新城には清の統治機関が置かれ、旧城にはハミの郡王が居住し、旧城の側に王族の廟が建てられた。東トルキスタンの他の領主に比べて、ハミは清との交流が活発であり、中国の文化の影響を強く受けていた。ハミの郡王は清の朝廷から強大な権力を与えられていたが、死刑の執行に関してはハミに駐屯していた清の官人の許可を得なければならなかった。郡王は公的には清の皇帝の家臣であり、6年ごとに北京に赴き、40日の間皇帝に仕えなければならなかった。ハミは毎年新疆省の省都であるウルムチに少額の貢納を支払い、その見返りとして銀1200両の公的な交付金を受け取っていた。継続的に戦略的に重要な都市を清の支配下に組み込むために必要最小限の出費だと、新疆省の主席楊増新は考えていた。
1928年に楊増新が暗殺されるが、老齢のマクスド・シャーはこの時期に2万5000人から3万人の民衆を支配していたと推定される。ハミの郡王には，徴税権と裁判権が付与されていた。彼の統治は21人のベグに支えられており、うち4人はハミに配置され、他の5人は平原部の村落を統治し、残りの12人はバルクル山とカルリク山を含む山岳地帯を管理していた。また、マクスド・シャーは旧城の兵士よりも練度が高いウイグルの民兵を保有していた。支配地域のオアシスの土壌は肥沃で開発が進んでおり、1929年以前のハミ郡王領は東トルキスタンの中でも比較的豊かで繁栄していた地域の一つだった。
マクスド・シャーと個人的に面識があったイギリスの宣教師ミルドレッド・ケーブルとフランチェスカ・フレンチによると、権威ある「ゴビの王」の称号を保有するマクスド・シャーが居住するハミに彼ら自身の政府が強固に確立されている限り、トルファンとタリム盆地のウイグル人は中国の支配を認めており、彼らにとってハミの郡王家は精神的に重要な存在だった。郡王家の支配下で民衆は困窮した生活を強いられ、自由は制限されていた。しかし、自分たちと同じ民族であり、同じ宗教を信仰する人物が君臨する政権の代表者である郡王の存在は、ウイグル人の蜂起を防いでいた。郡王家の廃止によって起きたハミ蜂起では、多くの血が流された。

## 歴代君主
| 代数 | 名前                                                      | 在位年           |
| ---- | --------------------------------------------------------- | ---------------- |
| 1    | ウバイドゥッラー（額貝都拉 Abdullah Beg é-bèi-dōu-lā）    | 1697年 － 1709年 |
| 2    | 郭帕 Gapur Beg guō-pà                                     | 1709年 － 1711年 |
| 3    | 額敏 Emin É-mǐn                                           | 1711年 － 1740年 |
| 4    | 玉素甫 Yusuf Yù-sù-fǔ / 玉素卜 Yusup yù sù bǔ             | 1740年 － 1767年 |
| 5    | 伊薩克 Ishaq yī-sà-kè                                     | 1767年 － 1780年 |
| 6    | 額爾德錫爾 é-Ěr-dé-xī-ěr                                  | 1780年 － 1813年 |
| 7    | 博錫爾 Bashir bó-xī-ěr                                    | 1813年 － 1867年 |
| 8    | ムハンマド（賣哈莫特 Muhammad mài-hǎ-mò-tè）              | 1867年 － 1882年 |
| 9    | マクスド・シャー（沙木胡索特 Maqsud Shah shā-mù-hú-suǒ-tè | 1882年 － 1930年 |